# Upplands runinskrifter 397
Upplands runinskrifter 397 är fem vikingatida runstensfragment av sandsten. De fanns förut i Sankt Pers kyrkoruin, Sigtuna och Sigtuna kommun. Sedan 1888 tillhör U 397 SHM. Fragmenten är emellertid deponerade i Sigtuna museum. Förut ansågs U 397 vara sex fragment, men ett av dem anses inte längre höra hit och har nu beteckningen U Fv1974;212.

## Inskriften
Translitterering av runraden:
…bur[n · au… … · ui]…arf · au(k) [· si… …aþu(r) …es]…--(i)n
Normalisering till runsvenska:
…biorn(?) o[k] … Vi[di]arf ok Si[g]…(?) [f]aður …
Översättning till nusvenska:
...-björn(?) och ... (till minne av) Védjarfr and Si[g]-...(?) (deras) fader ...

## Ristaren
Stenen är troligtvis ristad av samma ristare, som ristade Mervallastenen Sö 198 och U 792 på 1000-talets första hälft (1010 – 1050). Han verkade nära Mälarens stränder och ristade flera utlandsfararstenar som är delvis versifierade.
Bilder på ristningar som kan vara utförda av samme ristare:
|        |
| Sö 198 |

|       |
| U 792 |

|        |
| Sö 207 |

|        |
| Sö 200 |